# Марко Блажевскі
Марко Блажевскі (10 листопада 1992) — північномакедонський плавець.
Учасник Олімпійських Ігор 2012, 2016 років.